# Музей сучасного мистецтва в Каракасі
10°28′50″ пн. ш. 66°52′22″ зх. д. / 10.4805353° пн. ш. 66.8728497° зх. д.
Музей сучасного мистецтва в Каракасі (ісп. Museo de Arte Moderno de Caracas) — запропонований художній музей у Каракасі, Венесуела. Він був спроектований у формі перевернутої піраміди та запропонований для розміщення на скелі в районі Колінас-де-Белло-Монте високо над центральною зоною Каракасу. За задумом архітектора, структура була б повністю непрозорою без візуального зв'язку з оточенням зсередини; природне світло потрапляло би в будівлю лише через скляну стелю. Проєкт був розроблений між 1954 і 1955 роками Оскаром Німейєром і донині (стан:2023) залишається нереалізованим.